# Mitílides
El mitílides (Mytilida) són un ordre de mol·luscs bivalves que inclou el populars musclos, entre d'altres moltes espècies.

## Taxonomia
L'ordre Mytilida inclou 460 espècies actuals en tres famílies, dues d'elles extintes:
Superfamília Modiolopsoidea P. Fischer, 1886 †
- Família Goniophorinidae Sánchez, 2006 †
- Família Modiolopsidae P. Fischer, 1886 †

Superfamília Mytiloidea Rafinesque, 1815
- Família Mytilidae Rafinesque, 1815